# جيسي برايس
جيسي برايس (بالإنجليزية: Jesse Price)‏ هو سياسي أمريكي، ولد في 15 أغسطس 1863، وتوفي في 14 مايو 1939 في أوشن سيتي في الولايات المتحدة. حزبياً، نشط في الحزب الديمقراطي. وقد انتخب عضو مجلس النواب الأمريكي.